# Randabergs kommun
Randabergs kommun (norska: Randaberg kommune) är en kommun i landskapet Jæren i Rogaland fylke i sydvästra Norge. Kommunens centralort är Randaberg.

## Administrativ historik
Randabergs kommun upprättades den 1 juli 1922 genom utbrytning ur Hetlands kommun. Kommunen hade 1 256 invånare vid upprättandet. Sedan dess har kommunens gränser förblivit oförändrade.

## Tätorter
I Randabergs kommun finns en tätort:
- Stavanger/Sandnes (omfattar centralorten Randaberg)

## Socknar
Inom Norska kyrkan är Randabergs kommun indelad i två socknar:
- Grødems socken
- Randabergs socken

Socknarna ingår i Tungenes prosteri i Stavangers stift.

## Bilder

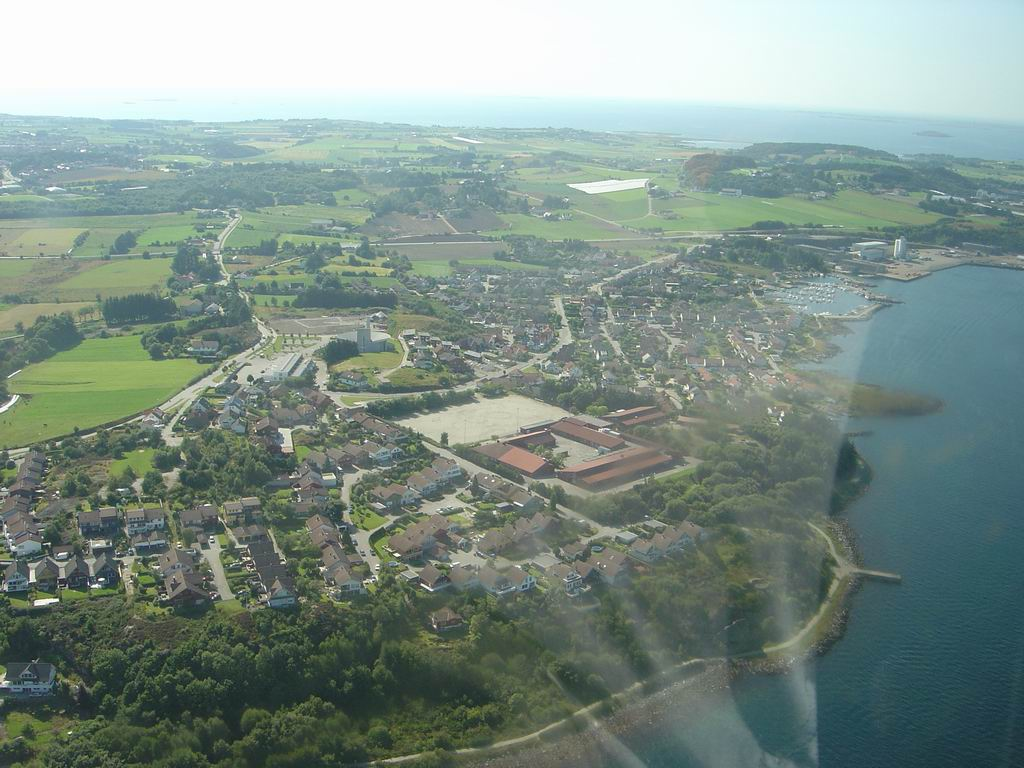
Grødem.
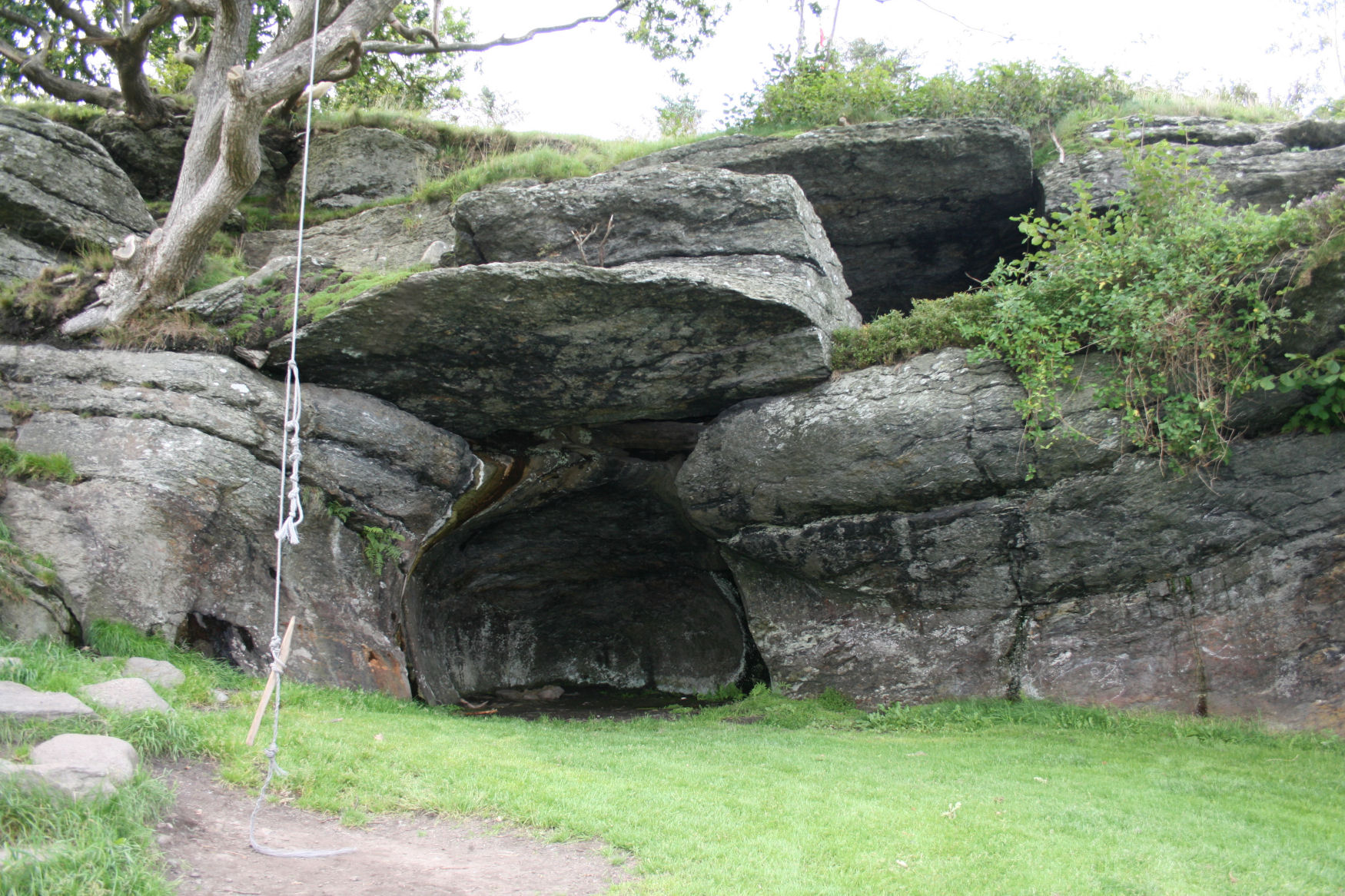
Vistehulen.